# Les Filles (film, 1961)
Pour l’article homonyme, voir Les Filles.
Pour plus de détails, voir Fiche technique et Distribution.
Les Filles (Девчата, Devtchata) est un film soviétique réalisé par Iouri Tchoulioukine, sorti en 1961, d'après la nouvelle éponyme de Boris Bednyï.

## Synopsis
Une jeune femme espiègle et naïve intègre une exploitation forestière pour y travailler comme cuisinière.  Au cours d'une soirée dansante, l'un des bûcherons parie avec un autre qu'il parviendra à séduire la jeune femme en moins d'une semaine. Il y parvient, mais est pris de remords lorsque la cuisinière est informée de l'existence de ce pari par ses camarades de chambrée. Fâchée, mais toujours amoureuse, elle se refuse alors à l'homme qui quant à lui se découvre des sentiments réels et finit par se morfondre. Le couple se réconcilie à la fin du film.

## Fiche technique
- Titre original : Девчата
- Titre français : Les Filles
- Réalisation : Iouri Tchoulioukine
- Scénario : Boris Bednyï
- Costumes : Lidia Naoumova
- Photographie : Timofeï Lebechev
- Musique : Alexandra Pakhmoutova
- Chef d'orchestre : Youri Silantiev
- Pays d'origine : URSS
- Format : 35 mm - Mono
- Genre : comédie
- Durée : 92 minutes
- Date de sortie : 1961

## Distribution
- Nadejda Roumiantseva : Tossia Kislitsyna
- Nikolaï Rybnikov : Ilia Kovriguine
- Lusiena Ovtchinnikova : Katia
- Svetlana Droujinina : Anfissa Pavlovna la téléphoniste
- Inna Makarova : Nadia Erokhina
- Nina Menchikova : Vera Krouglova
- Stanislav Khitrov : Filia Egorov
- Nikolaï Pogodine : Sacha Povarov
- Viktor Baïkov : Ksan Ksanytch
- Anatoli Adoskine : Vadim Dementiev
- Mikhaïl Pougovkine : le commandant

## Récompenses et nominations
- 1962 : prix au Festival international du film de Mar del Plata[2],[3]
- 1962 : Festival international du film d'Édimbourg[2],[3]